# Selección intrasexual

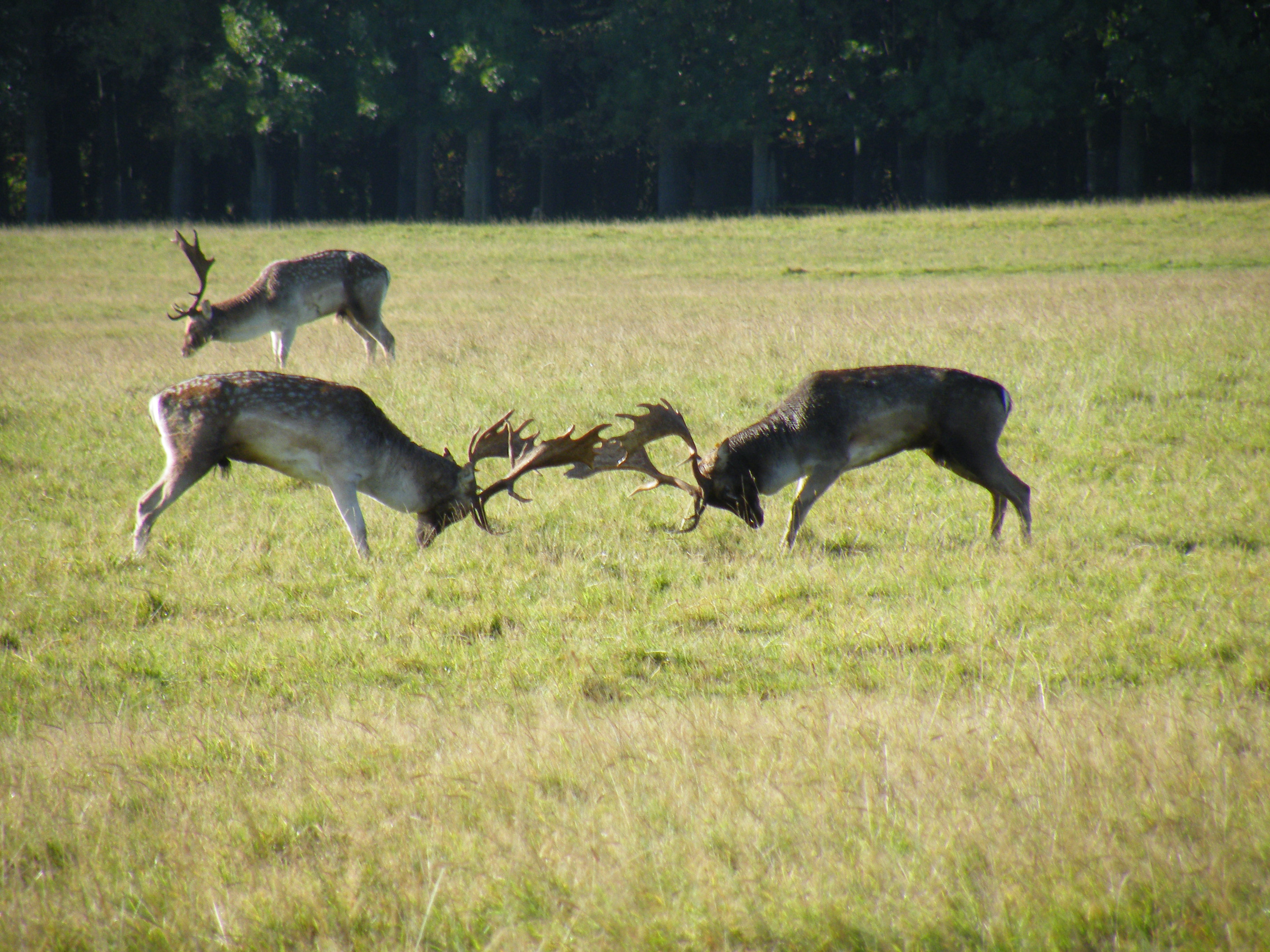
Contienda de dos ciervos macho

La selección intrasexual es un tipo de selección sexual que se da por la competencia de individuos del mismo sexo, así mismo es el proceso evolutivo que da lugar a los rasgos implicados en dicha competencia. Aunque puede darse en individuos de ambos sexos, este tipo de competencias son más habituales entre machos de la misma especie y generalmente es el proceso implicado en la evolución de rasgos relacionados, como el tamaño corporal o el desarrollo de estructuras para el combate, como las cornamentas de los cérvidos. Los individuos que son capaces de excluir a sus competidores tienen una probabilidad mayor de acceder a las hembras y producir descendencia, haciendo que estos rasgos se extiendan en la población.